# Hillevi Stenhammar
Hillevi Lindhé, känd under flicknamnet Hillevi Stenhammar, född 4 juli 1899 i Släps församling i Hallands län, död 18 oktober 1985 i Tranemo, var en svensk vissångerska och revyskådespelerska.
År 1920 började Hillevi Stenhammar på en elevskola hos Per Lindberg på Lorensbergsteatern i Göteborg. Fem år senare gjorde hon sin egentliga debut i Styrman Karlssons flammor, som sattes upp på Folkan i Göteborg. Där spelade hon rollen som "kajutpojken" och sjöng bland annat Evert Taubes visa Vals ombord. Mellan 1926 och 1933 var hon engagerad som revyartist hos Karl Gerhard.
Hillevi Stenhammar turnerade även med skillingtryck och andra visor. I hennes repertoar ingick bland annat Carl Jonas Love Almqvists sångsamling Songes.  Hon var även grammofonartist och gjorde sammanlagt 17 inspelningar från 1926. År 1940 medverkade hon i filmen Vi Masthuggspojkar. Dessutom var hon verksam som radioartist, då hon ofta framförde sjömansvisor. Från 1959 och åtta år framåt medverkade hon bland annat i programserien Lite gammaldags.
Hillevi Stenhammar var dotter till tonsättaren Wilhelm Stenhammar och syster till sångaren Claes Göran Stenhammar. Hon gifte sig den 27 november 1926 i Stockholm  med Sven Rolf Lindhé, född den 17 november 1900 i Göteborgs domkyrkoförsamling, död den 5 april 1976, då boende i Västerbodarna utanför Alingsås, kyrkobokförd i Tranemo församling. Hon fortsatte att använda namnet Hillevi Stenhammar som artistnamn.

## Teater

### Roller
| År   | Roll | Produktion          | Regi           | Teater            |
| ---- | ---- | ------------------- | -------------- | ----------------- |
| 1925 |      | Madame Flirt X-tian | Harry Bergvall | Lilla Folkteatern |